# Orăștioara de Sus
Orăștioara de Sus [ˈorɘʃtioara de sus] (deutsch Ober-Brooserbach, ungarisch Felsővárosviz) ist eine Gemeinde im Kreis Hunedoara in der Region Siebenbürgen in Rumänien.
Der Ort ist auch unter den ungarischen Bezeichnungen Felsővárosvize, Városviz und Városvize bekannt.

## Geographische Lage

Lage der Gemeinde Orăștioara de Sus im Kreis Hunedoara

Die Gemeinde Orăștioara de Sus befindet sich mit ihren acht Dörfern und Streusiedlungen im Südwesten des Siebenbürgischen Beckens nordwestlich des Șureanu-Gebirges (Mühlbacher Gebirges) in der historischen Region des Komitats Hunyad (Komitat Eisenmarkt) im Stuhlbezirk Szászváros. Am Orăștie – einem linken Zufluss des Mureș (Mieresch) – und der Kreisstraße (Drum județean) DJ 705A, befindet sich der Ort etwa 15 Kilometer südlich der Kleinstadt Orăștie (Broos); die Kreishauptstadt Deva (Diemrich) liegt etwa 45 Kilometer nordwestlich von Orăștioara de Sus entfernt.

## Geschichte
Der Ort Orăștioara de Sus wurde erstmals 1455 urkundlich erwähnt. Die Geschichte der Besiedlung reicht jedoch bis in die Latènezeit zurück. Nach Berichten von G. Téglás und M. Roska wurden bei archäologischen Ausgrabungen auf dem Areal des Ortes dakische Schmuckstücke gefunden.
Die Region der Gemeinde ist auch wegen der Ruinen mehrerer dakischer Heiligtümer und Wohn- und Festungsanlagen, welche 1999 in die Liste des UNESCO-Weltkulturerbes aufgenommen wurden, sowie wegen des römischen Kastells Orăștioara de Sus bekannt.
Die Hauptbeschäftigung der Bevölkerung sind die Viehzucht, die Land- und die Forstwirtschaft.

## Bevölkerung
1850 lebten auf dem Gebiet der Gemeinde 2955 Einwohner. 2833 davon waren Rumänen, 113 Roma, fünf Ungarn und vier andere. Die größte Bevölkerungszahl der Gemeinde (3629) – und gleichzeitig die der Rumänen (3558) – wurde 1910 ermittelt. Die höchste Anzahl der Roma (140) und die der Ungarn (32) wurde 1956, die der Rumäniendeutschen (19) 1900 registriert. Darüber hinaus bezeichneten sich bei fast jeder Aufnahme einige Bewohner als Ukrainer; die höchste Anzahl (47) wurde 1966 registriert. 1900 bezeichnete sich ein Einwohner und 1966 sieben Einwohner als Slowaken.

## Sehenswürdigkeiten
- Sarmizegetusa Regia, auf dem Areal des eingemeindeten Dorfes Grădiștea de Munte (ung. Gredistye). Seit über 20 Jahren können sich das Kultur-, das Umwelt- und das Innenministerium, Vertreter des Kreises Hunedoara wie auch Vertreter der Gemeinde Orăștioara de Sus nicht einigen, wer für die Pflege der historischen Anlagen verantwortlich ist.[8] Das gescheiterte URBANPROIEC – im Jahr 2000 gegründet – wurde 2007 in einem regionalen Projekt (Programul Operațional Regional 2007–2013) festgelegt; dieses erst 2010 zur Genehmigung vorgestellt.[9]
- Die Ruinen der dakischen Festungen Blidaru (45° 40′ N, 23° 10′ O) und Cetățuie (45° 41′ N, 23° 9′ O), auf dem Areal des eingemeindeten Dorfes Costești (ung. Kosztesd) stehen unter Denkmalschutz.[10]
- Die Ruinen römischer Festungen auf dem Areal der eingemeindeten Dörfer Bucium („Piatra Grădiștii“), Costești („Grădiște“, 405 m), Costești-Deal („Prisaca“, 1219 m), Grădiștea de Munte („Dealul Grădiștii“, ca. 1000 m) stehen unter Denkmalschutz.[10]
- Das Naturreservat Grădiștea Munceului-Cioclovina,[11] etwa 380 km² groß, mit den Höhlen Cioclovina Uscată, Cioclovina cu Apă u. a.[12]

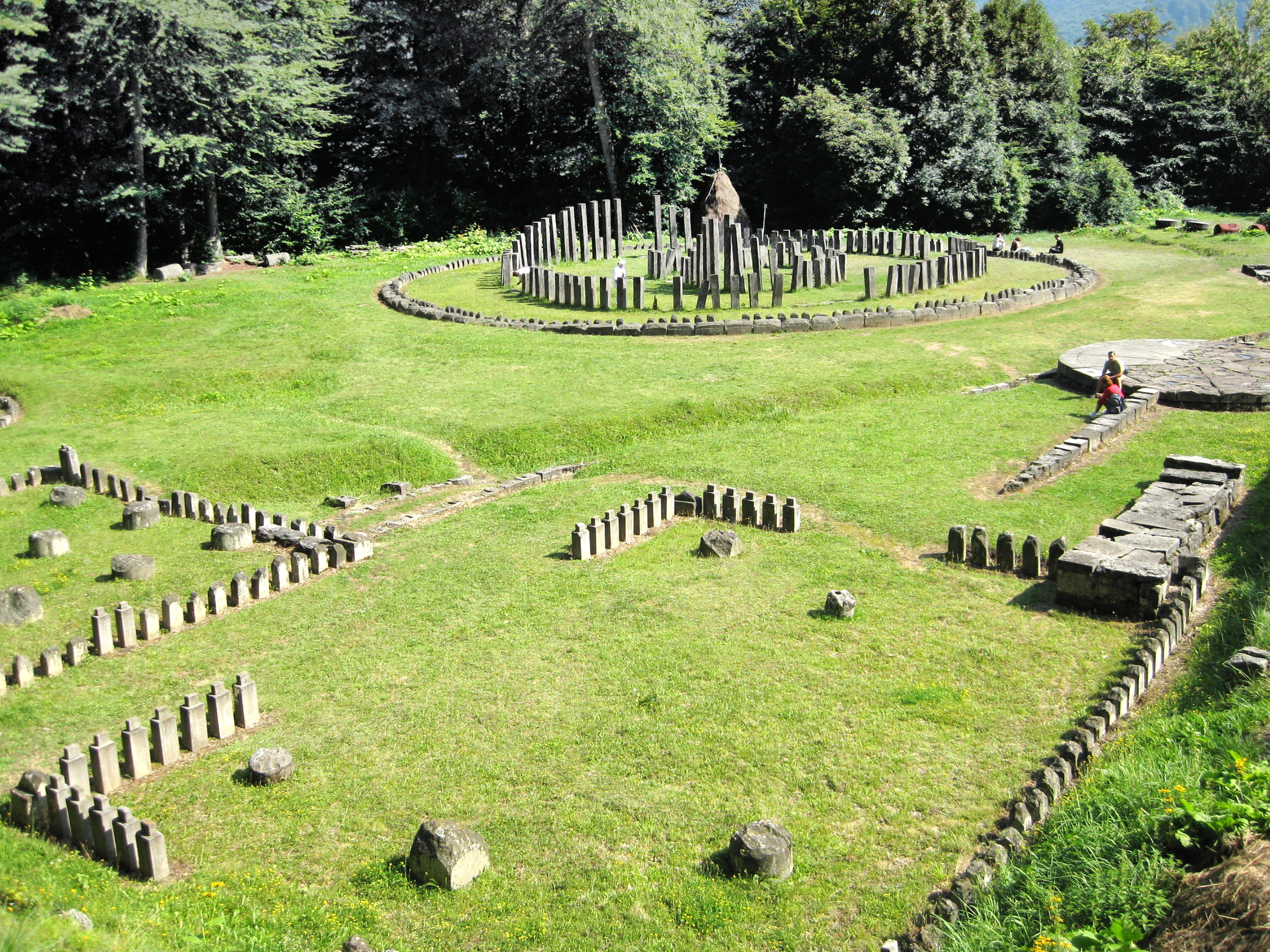
Sarmizegetusa Regia
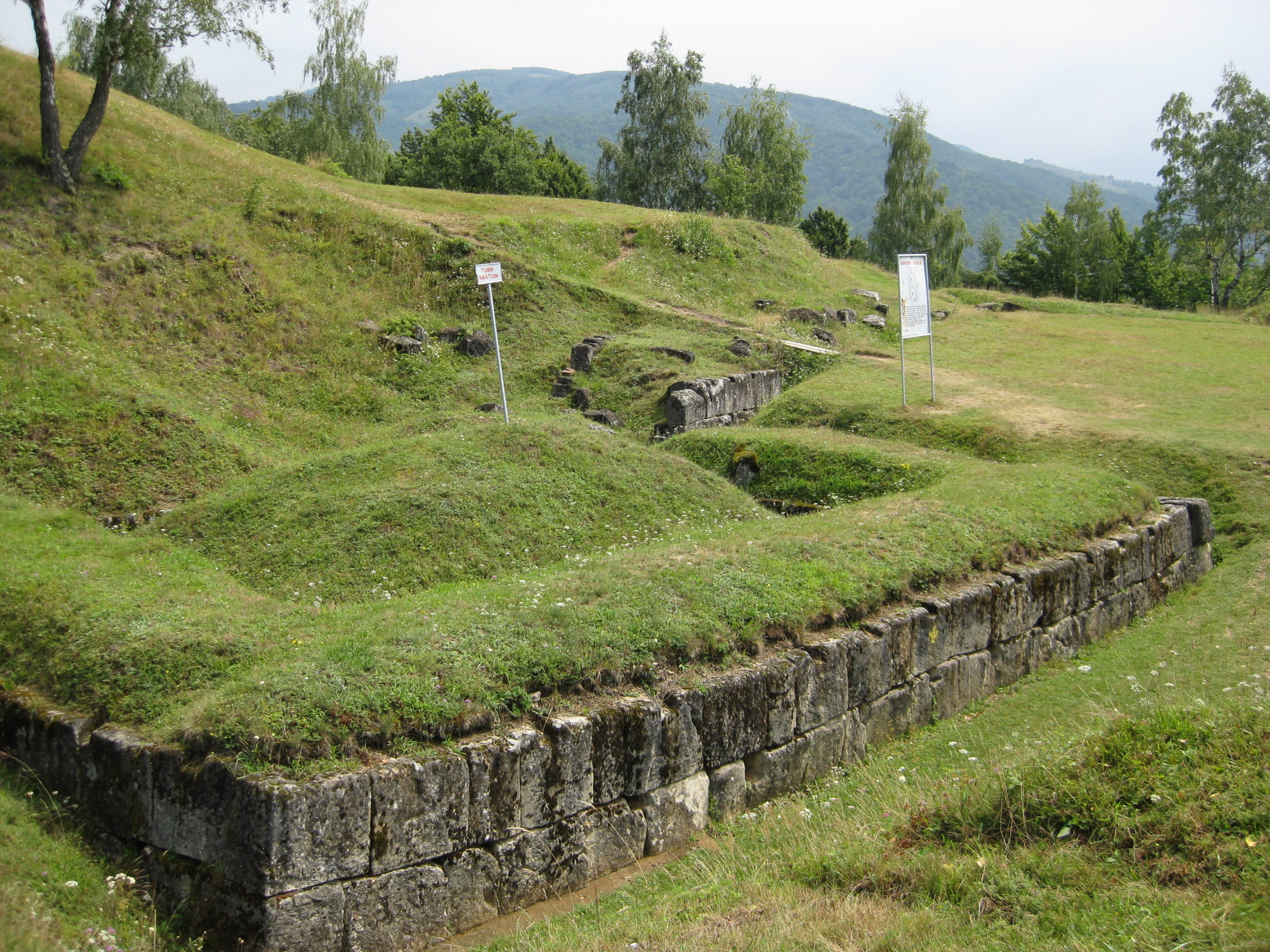
Reste der Burg Costești
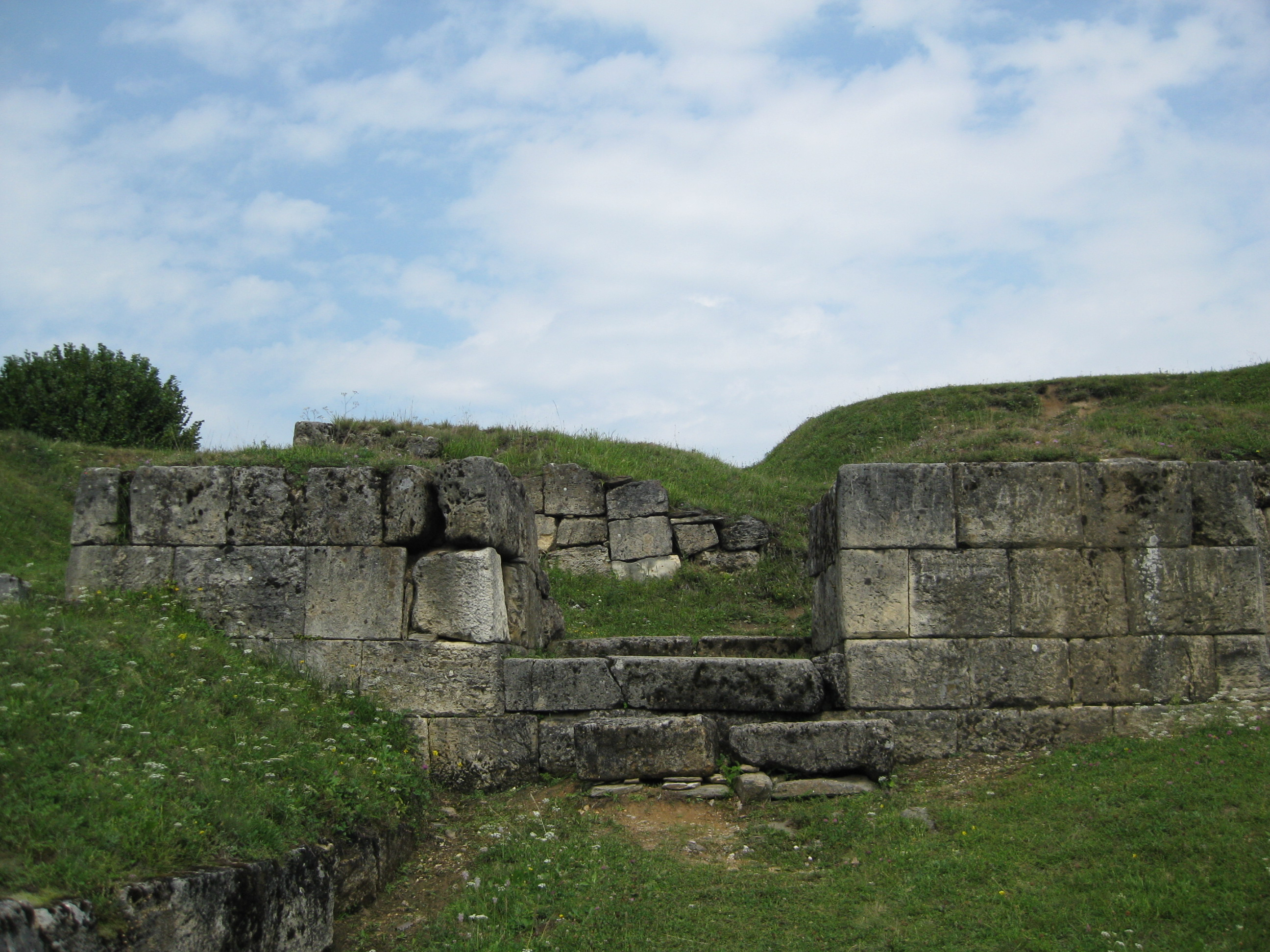
Reste der Burg Blidaru

## Persönlichkeiten
- Ion R. Baciu (1921–2004),[13] war Arzt und Pathophysiologe; 1993 Mitglied der Rumänischen Akademie;[14] 1994 Ehrenbürger der Stadt Cluj-Napoca (Klausenburg),[15] 1996 von Orăștioara de Sus und 2004 von Orăștie (Broos).[16]